# Окнеле-Мари
Окнеле-Мари (рум. Ocnele Mari) — город в Румынии в составе жудеца Вылча. В состав города входят также населённые пункты Буда, Косота, Фэкэи, Гура Сухашулуй (административный центр), Лунка, Окница, Слэтиоареле, Цейка. 

## История
Эти места с древних времён известны своими залежами каменной соли, которую тут интенсивно добывают (многочисленные подземные выработки привели к образованию больших подземных пустот, что иногда приводит к провалам почвы). Город Окнеле-Мари упоминается ещё в документе 1402 года, однако впоследствии он потерял этот статус. С XIX века эти места стали также развиваться как курорт благодаря наличию горячих источников.
В 1955 году здесь была построена крупнейшая в Румынии фабрика по производству соды, и в 1960 году Окнеле-Мари вновь получила статус города. Соляные копи в Окнеле-Мари являются крупнейшими в Румынии.